# Brétigny-sur-Orge
Brétigny-sur-Orge este un oraș în Franța, în departamentul Essonne, în regiunea Île-de-France, la sud-vest de Paris. 

## Istorie

### Accidentul feroviar din 2013
Accidentul a avut loc pe 12 iulie 2013, ora locală 17:14, în apropiere de gării feroviare a orașului francez Brétigny-sur-Orge din departamentul Essone. Cel puțin 6 persoane au decedat, altele 30 au fost rănite.

## Personalități născute aici
- Marc Yor (1949 - 2014), matematician.